# Renault 3
La Renault 3 è una vettura prodotta dalla casa automobilistica francese Renault dal 1961 al 1962.

## Il contesto
Non è che una variante economica e molto semplificata della Renault 4 con un motore di cilindrata ridotta a 603 cm³ in grado di erogare una potenza massima di 22,5 CV, assenza del terzo finestrino laterale, paraurti costituiti da semplici tubi metallici, assenza di mascherina anteriore (sostituita da semplici feritoie), vetri posteriori fissi e interni molto spartani (i sedili erano costituiti da una striscia di skai montata sull'intelaiatura metallica, come sulle sdraio da spiaggia e non c'erano pannelli di rivestimento sulle portiere) e cambio con 3 sole marce, erano le principali differenze rispetto alla 4. Era disponibile nell'unico colore "Pyramid Grey".
Fu prodotta in appena 2.526 esemplari. Lo scarso successo era dovuto al fatto che la vettura, pur essendo estremamente semplificata, aveva un prezzo di poco inferiore a quello della R4 (che già non aveva certo finiture di lusso). Le prestazioni, inoltre, erano assai modeste (poteva raggiungere una velocità massima di 90 km/h), senza grande beneficio per i consumi che, a causa della poca potenza e del cambio a 3 sole marce, erano addirittura superiori a quelli delle R4 mosse da motori di 747 o 845 cm³.